# 교황 레오 2세
교황 레오 2세(라틴어: Leo PP. II, 이탈리아어: Papa Leone II)는 제80대 교황(재위: 681년 12월 ~ 683년 7월 3일)이다.

## 교황 선출 이전
레오는 시칠리아 태생으로 파울루스의 아들로 태어났다. 681년 1월 10일 교황 아가토가 선종하고나서 며칠 후에 레오가 후임 교황으로 선출되었지만, 그의 주교 성성(成聖)은 그로부터 한참 후인 682년 8월 17일까지 연기되었다. 레오는 유창한 웅변가이자 음악에 대한 조예가 깊은 인물이었으며, 가난한 사람들에게 도움을 많이 주었다고 한다.

## 교황 재위기
교황 아가토의 선종한 후에 레오 2세가 후임 교황으로 선출되었지만 1년 반이상 주교 성성이 되지 못했는데, 그 이유는 교황 선거에 대한 동로마 제국 황제의 역할과 관련된 협상 때문이었던 것으로 추정된다.
레오 2세의 선임자인 아가토는 동로마 제국의 콘스탄티누스 4세와 교황 선거와 관련해서 주요 협상을 들어갔는데, 콘스탄티누스 4세는 이제껏 교황들이 약 1세기에 걸쳐 동로마 제국에 바친 세금을 철폐하거나 감소하겠다고 아가토에게 이미 약속하였다.
레오 2세는 짧은 기간 동안 재위하였기 때문에 많은 업적을 이룩하지는 못했지만, 제3차 콘스탄티노폴리스 공의회의 결정사항들을 재가하고 공의회에서 결의한 법령들을 확정한 주요 성과를 이룩하였다. 제3차 콘스탄티노폴리스 공의회는 단의설 논쟁을 다루기 위해 콘스탄티노폴리스에서 소집되었으며, 아가토 교황이 파견한 대표단에 의해 주재되었다. 레오 2세는 공의회 판결을 확정했다는 소식을 동로마 황제에게 먼저 전한 다음에 공의회에서 결정된 사항들을 서방 국가들에게 알렸다. 특히 스페인의 왕과 주교들, 귀족들에게 보낸 서신에서 그는 공의회가 어떤 결과를 가져왔는지에 대해 설명하면서 여기에 동의할 것을 주문하였다.
제3차 콘스탄티노폴리스 공의회에서 교부들은 교황 호노리오 1세가 단의설 이단에 대해 효과적으로 대처하지 못하고 관대한 입장을 보인 것에 대해 비판하였다. 레오 2세는 혹시라도 있을 논란을 염려하여 호노리오 1세가 비판받은 이유에 대해서는 호노리오 1세가 이단적인 가르침을 전파해서가 아니라 이단을 반대하는데 적극적으로 나서지 않았기 때문이라는 사실을 분명히 하였다. 684년 톨레토에서 시노드가 소집되어 제3차 콘스탄티노폴리스 공의회를 인정한다는 입장을 밝혀 교황의 지지를 받았다.
제3차 콘스탄티노폴리스 공의회의 결정에 대해 레오 2세는 다시 한 번 지지 의사를 표명하고 호노리오 1세를 비판하는 서신을 작성하였다. 이 서신 속에서 그는 호노리오 1세에 대해 “티 없는 신앙을 배신하고 전복시키려고 했다”
(profana proditione immaculatem fidem subvertare conatus est)고 비판하였다. 훗날 교황 무류성을 믿을 교리로 선포하는 문제를 놓고 호노리오 1세의 행적과 더불어 레오 2세가 이를 두고 말한 이 표현이 상당한 논란을 야기했다. 하지만 나중에 레오 2세가 동로마 황제에게 그리스어로 쓴 서신의 원본에서는 ‘전복시키려고 했다(subvertare conatus est)’보다 온건한 표현인 ‘전복당할 뻔하게 했다(subverti permisiit)’는 표현을 사용했다는 사실이 밝혀짐으로써 논란이 사라졌다.
레오 2세는 더불어 교황의 통치권으로부터 벗어나 독립하려는 라벤나 대주교들의 시도를 완전히 좌절시키도록 만들었다. 레오 2세는 새로 수품된 라벤나 대주교들이 교황에게 팔리움을 수여받을 때마다 세금을 내던 관례를 폐지함으로써 라벤나 대교구와의 관계를 우호적으로 바꾸었다.
레오 2세는 또한 랑고바르드족의 침공에 대처하기 위해 많은 수의 순교자들의 유해를 지하 묘지(카타콤바)로에서 로마 성벽 안에 있는 성당들로 옮겼다. 그리고 성 바오로와 성 세바스티아노 성당과 성 제오르지오 성당을 세워 축성하였다.

## 사후
레오 2세가 선종한 후에 그의 시신은 독자적인 무덤에 안장되었으나, 그로부터 몇년이 지난 후에 초창기 레오라는 이름을 지녔던 교황 네 명이 합장된 무덤으로 이장되었다. 성인으로 시성되어, 축일은 7월 3일로 지정되었다.